# Api-Api
Api-Api is een bestuurslaag in het regentschap Pekalongan van de provincie Midden-Java, Indonesië. Api-Api telt 4547 inwoners (volkstelling 2010).